# 兼行凜
兼行 凜（かねゆき りん、2003年（平成15年）10月30日 - )は、日本の女優、女性タレント　青春高校3年C組の元生徒。神奈川県出身。

## 人物
・三人姉妹の末っ子　
・笑うと三日月目になる
・尊敬する女優は長澤まさみ
・好き嫌いは少ないが、果物が苦手（グレープフルーツとリンゴ以外は食べられない）
・幽霊が大の苦手
・番組の企画で十文字弦斎の催眠術で小木先生を好きになる、テレビカメラを飼い犬のうめに思い込む、リモート催眠術で苦手なバナナを食べるなど、とても催眠術にかかりやすい
・趣味はタロット占い
・メイクも趣味で日本メイクアップ知識検定試験　ベーシックを持っている

## 略歴
青春高校3年C組(テレビ東京) 2019〜2021
3期生として加入

## 出演
兼行凜 個人としての出演のみを掲載　青春高校3年C組アイドル部全体で出演したものは除く (行末の名前は出演生徒)

### テレビ
- テレビ東京　駐在刑事 Season2 第3話（2020年2月7日）
- TOKYO MX1　劇的に沈黙 第6話 ep16（2021年8月10日）
- 読売テレビ 帰ってきたらいっぱいして。（2023年10月20日 - ） - 河西芽依 役[6][7]

### 舞台
- いざ、生徒総会 (2021年9月28日 - 10月3日）本人役
- 東京 （2021年12月10日 - 21日）あかね役

### ネット配信
- 告ったり、フラれたり 「一等賞、獲りたかったな」（2019年10月5日）- 兼行凜
- LINEクリスマススペシャルムービー「クリスマスに、私はフラれた」（2019年11月28日）- 兼行凜

### CM
- LINEショッピング （2020年2月29日-）

## 書籍

### Web広告
DUO つぶつぶいちごのクレンジングバーム （2020年-）

## 参加楽曲

### リリース曲
青春高校3年C組女子アイドル部として
・君のことをまだ何にも知らない　2020年1月22日発売
　　・君のことをまだ何にも知らない（表題曲・女子アイドル部）
　　・青春のスピード　（アイドル部選抜）
　　・Never ending time　（全体曲）
・好きです　2020年7月29日発売
　　・好きです（表題曲・女子アイドル部）
　　・制服自転車（女子アイドル部）　大曲李佳との初のWセンター
　　・ずっと会えなかった（全体曲）

### 公演曲
ハイスクールベイビーとして
・大っ嫌いロミオ様　